# Fosnes kommun
Fosnes kommun (norska: Fosnes kommune) var en kommun i Namdalen i Trøndelag fylke, Norge. Kommunen hade vid folkräkningen 2014 totalt 642 invånare och en area på 544,63 km². Kommunens centralort var Dun på ön Jøa. Fosnes kommun upphörde 31 december 2019 då den tillsammans med Namdalseids kommun slogs ihop med Namsos kommun.
Kommunen kallades ibland för "Olav Duuns rike", då denna författare är född och uppvuxen på Jøa. Kommunen är liten och har få invånare, men är känd för sin vackra natur, något som också beskrivs i Duuns litterära verk. Fosnes är en typisk norsk kust- och jordbrukskommun där fisket spelar stor roll i näringslivet.
Mot norr gränsade kommunen mot Nærøy kommun, i öst mot Høylandets kommun, i syd mot Overhalla kommun och Namsos kommun. I väst ligger Gjæslingan, de sydligaste öarna i Vikna kommun innan norska havet.

## Etymologi
Kommunens namn kommer från gården Fosnes, som är ett sammansatt ord av det fornnordiska fólgsn (gömställe), och nes (näs). Enligt Språkrådet skall en invånare från eller i Fosnes kallas för fosnesbygg eller fosning.

## Geografi
Kommunen bestod av öarna Jøa och Elvalandet och fastlandet Salsnes österut. Den tidigare centralorten Dun ligger centralt på Jøa. På samma ö ligger Seierstad, som med sin färjeförbindelse till Ølhammaren på Elvalandet är viktig för infrastrukturen. Större delen av Elvalandet hör till Namsos kommun, och Fosnes låg därmed omkring 35 kilometer från handelscentrumet i regionen. Förutom de tidigare nämnda småbyarna, fanns inga egentliga tätorter i kommunen, och befolkningen var tämligen utspridd. Den östra delen av kommunen var näst intill obebodd. Geologiskt sett består nästan hela den tidigare kommunen av hård gnejs.
Jøa är delvis täckt av skog, huvudsakligen av granskog, och medan den södra delen av ön är tämligen platt, är den norra delen kuperad med Moldviksfjellet (297 möh.) som högsta punkt.